# 约金·费舍尔·尼尔森

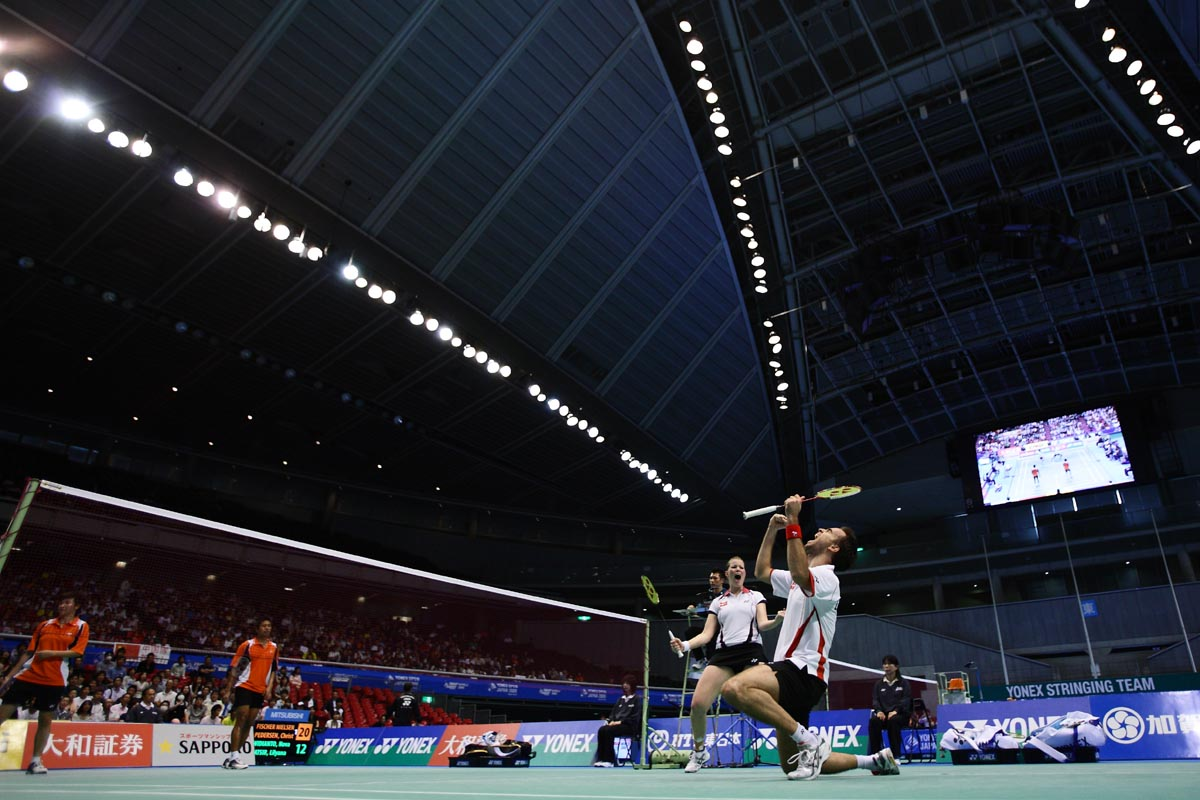
约金·费舍尔·尼尔森和克里斯汀娜·彼德森的組合在2009年日本羽毛球公開賽中取得勝利

约金·费舍尔·尼尔森（丹麥語：Joachim FISCHER NIELSEN，1978年11月23日—），丹麦著名羽毛球男子運動員，擅長雙打項目；其中最为突出的项目是混雙。他与克里斯汀娜·彼德森的混雙最高世界排名第一位（2014年9月4日）。于2009年世界羽聯超級系列賽總決賽擊敗印度组合的瓦利亚维蒂尔·迪柱/瓦拉·古塔夺冠后，被视为欧洲前名将组合馬丁·杜/吉莉安·吉爾克斯后新一代的最强领军人物，随后便在广大球迷间受到瞩目。
约金·费舍尔·尼尔森与克里斯汀娜·彼德森是2012年夏季奧林匹克運動會羽毛球比賽的混雙冠亚军，也是80年代当今最强的欧洲男雙打奇才第一人。它与搭档曾蝉联歐洲羽毛球錦標賽冠军（2014年和2016年），成为欧洲新一代的80后霸主，长期以来在欧洲的雙打地位形成巩固。
另外，约金·费舍尔·尼尔森与克里斯汀娜·彼德森的混雙更为出色首夺冠以及加冕2连霸的最强冠军组合 （2009年、2012年和2013年）的壮举。此外，他也是國家队的主力成員，曾助丹队赢得2011年蘇迪曼盃亚军。而在欧洲内地赛事中，为丹麦队实现了在歐洲羽毛球混合團體錦標賽的二连冠（2015年和2017年）成员之一。

## 簡歷

### 2004年-2009年 大獎賽、超級賽及总决赛夺冠
2004年3月，约金·费舍尔·尼尔森与耶斯波·拉森出战法國羽毛球公開賽，在男双决赛以0比2（6-15、15-17）不敌马来西亚强档的顏德財/古健傑，赢得亚军。
2007年1月，约金·费舍尔·尼尔森与布莉塔·安德森出战馬來西亞羽毛球超級賽，在混双準决赛以0比2（17-21、16-21）不敌英格兰强档的内森·罗布森/盖尔·埃姆斯。同年12月，他与布莉塔·安德森出战俄羅斯羽毛球黃金大獎賽，在混双準决赛以0比2（14-21、14-21）不敌赛会头号种子、中国的何汉斌/于洋。
2008年9月，约金·费舍尔·尼尔森与克里斯汀娜·彼德森出战中華台北羽毛球黃金大獎賽，在混双準决赛以1比2（21-13、20-22、21-23）不敌印尼强档的德文·拉哈迪·菲特里亞萬/莉塔·努利塔。同期9月，他与克里斯汀娜·彼德森出战碧特博格羽毛球大獎賽，在混双决赛以1比2（21-8、17-21、20-22）不敌印度强档的瓦利亚维蒂尔·迪柱/瓦拉·古塔，赢得亚军。同年10月，他与克里斯汀娜·彼德森出战荷蘭羽毛球大獎賽，在混双决赛以2比0（21-17、21-9）击败了赛会3号种子、印尼强档的弗兰·库尔尼亚万·邓/申迪·普斯帕·伊拉瓦蒂，夺得其首个国际大獎賽双打冠军。同期10月，他与克里斯汀娜·彼德森出战丹麥羽毛球超級賽，在混双决赛以2比0（21-14、21-17）击败了赛会3号种子、队友的托马斯·雷伯恩/卡米拉·吕特·尤尔，赢得羽球生涯首座超級賽双打冠军。
2009年1月，约金·费舍尔·尼尔森与克里斯汀娜·彼德森出战馬來西亞羽毛球超級賽，在混双準决赛以0比2（20-22、18-21）不敌赛会头号种子、世锦赛冠军的诺瓦·维迪安托/利利亚纳·纳西尔。同年6月，他与克里斯汀娜·彼德森出战印尼羽毛球超級賽，在混双準决赛以0比2（13-21、13-21）不敌赛会2号种子、奥运冠军的李龍大/李孝貞。同年8月，他参加印度海得拉巴举办的世界羽毛球錦標賽，他和克里斯汀娜·彼德森出戰混合双打項目。他與克里斯汀娜·彼德森以6號種子身分出戰，故在首圈輪空；在第二轮再次获得輪空；在第三轮面对赛会10号种子、中国香港的魏仁君/周凱華，鏖战三局以2比1（21-19、15-21、21-15）战胜了对手；八强中，直落两局以2比0（21-10、21-17）轻取赛会4号种子、中国的何汉斌/于洋；四强中，大战三局以1比2（18-21、21-14、18-21）不敌赛会2号种子、印尼强档的诺瓦·维迪安托/利利亚纳·纳西尔，最终与韩国组合的李龍大/李孝貞并列赢得世锦赛混双季军。同年9月，他与克里斯汀娜·彼德森出战日本羽毛球超級賽，在混双决赛以1比2（21-13、16-21、20-22）不敌泰国强档的颂蓬·阿努里达亚翁/恭差拉·沃拉威七猜恭，赢得亚军。同年10月，他与克里斯汀娜·彼德森出战丹麥羽毛球超級賽，在混双决赛以2比1（21-16、25-27、21-17）击败了赛会7号种子、英格兰强档的安东尼·克拉克/唐娜·凯洛格，成功地卫冕混双冠军。同年12月，他与克里斯汀娜·彼德森出战世界羽聯超級系列賽總決賽，在混双决赛以2比0（21-14、21-18）击败了印度强档的瓦利亚维蒂尔·迪柱/瓦拉·古塔，夺得其首个国际总决赛双打冠军。

### 2010年-2011年 首要超級賽夺冠
2010年9月，约金·费舍尔·尼尔森与克里斯汀娜·彼德森出战日本羽毛球超級賽，在混双準决赛以0比2（14-21、20-22）不敌赛会8号种子、中国的陶嘉明/田卿。同年12月，他与克里斯汀娜·彼德森出战香港羽毛球超級賽，在混双决赛以2比1（22-20、14-21、22-20）击败了赛会5号种子、中国的张楠/赵芸蕾，赢得超級賽冠军。
2011年1月，约金·费舍尔·尼尔森与克里斯汀娜·彼德森出战馬來西亞羽毛球超級賽，在混双準决赛途中退赛。同年3月，他与克里斯汀娜·彼德森出战瑞士羽毛球黃金大獎賽，在混双决赛以2比0（23-21、21-14）击败了赛会2号种子、英格兰强档的内森·罗布森/珍妮·沃尔沃克，赢得黃金大獎賽冠军。同年9月，他与克里斯汀娜·彼德森出战中國羽毛球大師賽，在混双準决赛以0比2（15-21、20-22）不敌赛会5号种子、中国的徐晨/马晋。同期9月，他与克里斯汀娜·彼德森出战日本羽毛球超級賽，在混双决赛以1比2（19-21、21-16、15-21）不敌赛会5号种子、中华台北的陳宏麟/程文欣，赢得亚军。同年10月，他与克里斯汀娜·彼德森出战丹麥羽毛球首要超級賽，在混双决赛以2比0（22-20、21-16）击败了赛会5号种子、中国的徐晨/马晋，赢得首座首要超級賽双打冠军。同期10月，他与克里斯汀娜·彼德森出战法國羽毛球超級賽，在混双决赛以2比0（21-17、21-14）击败了赛会2号种子、中国的徐晨/马晋，赢得超級賽冠军。同年11月，他与克里斯汀娜·彼德森出战香港羽毛球超級賽，在混双决赛以1比2（21-15、17-21、17-21）不敌赛会头号种子、中国的张楠/赵芸蕾，赢得亚军。同期11月，他与克里斯汀娜·彼德森出战中國羽毛球首要超級賽，在混双决赛以0比2（11-21、14-21）不敌赛会头号种子、中国的张楠/赵芸蕾，赢得亚军。同年12月，他与克里斯汀娜·彼德森出战世界羽聯超級系列賽總決賽，在混双小组赛分别击败了泰国的戍革·普拉帕卡莫/莎拉丽·桑松卡姆、日本的池田信太郎/潮田玲子以及中華台北的陳宏麟/程文欣，豪取头名出线，在準決賽以0比2（19-21、14-21）不敌赛会3号种子、中国的徐晨/马晋。

### 2012年-2013年 伦敦奥运夺铜、总决赛及哥本大师赛卫冕
2012年1月，约金·费舍尔·尼尔森与克里斯汀娜·彼德森出战韓國羽毛球首要超級賽，在混双準决赛以0比2（17-21、8-21）不敌赛会2号种子、中国的徐晨/马晋。同年6月，他与克里斯汀娜·彼德森出战泰國羽毛球黃金大獎賽，在混双準决赛以0比2（16-21、17-21）不敌中国的陶嘉明/汤金华。同年7月，他代表丹麦出戰英国伦敦舉行的奥林匹克运动会羽毛球比賽混合双打項目，他與克里斯汀娜·彼德森以混双4號種子身分出戰。在小組賽階段分别击败了加拿大的吳駿義/高博、波兰的罗伯特·马特斯亚克/娜蒂斯达·希尔巴以及日本的池田信太郎/潮田玲子，以赛会4號種子和小组头名晉級八强。半準決賽，克里斯汀娜·彼德森和约金·费舍尔·尼尔森相遇泰国的戍革·普拉帕卡莫/莎拉丽·桑松卡姆，表现出色以2比0（21-15、21-13）击败对手。随后在準決賽落败；在銅牌賽直落两局以2比0（21-12、21-12）拿下对手，赢得奥运季军。同年11月，他与克里斯汀娜·彼德森出战香港羽毛球超級賽，在混双準决赛以1比2（21-13、15-21、21-23）不敌赛会2号种子、中国的张楠/赵芸蕾。同年12月，他与克里斯汀娜·彼德森出战世界羽聯超級系列賽總決賽，在小组赛阶段分别击败了中国的张楠/赵芸蕾、马来西亚的陈炳顺/吳柳螢以及印尼的穆罕默德·雷扎/戴比·苏珊托，以小组头名出线；在準決賽以2比0（21-19、21-13）拿下泰国的戍革·普拉帕卡莫/莎拉丽·桑松卡姆；决赛中鏖战三局以2比1（17-21、21-12、21-14）击败了中国的张楠/赵芸蕾，时隔1年后再次赢得超羽年终总决赛冠军。同期12月，他与克里斯汀娜·彼德森出战哥本哈根羽毛球大師賽，在混双决赛以2比0（21-19、21-17）击败了泰国的戍革·普拉帕卡莫/莎拉麗·桑松卡姆，赢得冠军。
2013年1月，费舍尔·尼尔森与克里斯汀娜·彼德森出战韓國羽毛球首要超級賽，在混双準决赛以0比2（16-21、3-21）不敌赛会4号种子、中国的张楠/赵芸蕾。同期1月，他与克里斯汀娜·彼德森出战馬來西亞羽毛球超級賽，在混双决赛以2比0（21-13、21-18）击败了赛会头号种子、东道主的陳炳順/吳柳螢，赢得超級賽冠军。同年2月，他代表丹麦参加俄羅斯莫斯科举办的歐洲羽毛球混合團體錦標賽，助丹麦队赢得混合團體亚军。同年3月，他与克里斯汀娜·彼德森出战瑞士羽毛球黃金大獎賽，在混双决赛以2比0（22-20、21-19）击败了中国的张楠/汤金华，赢得黃金大獎賽冠军。同年6月，他与克里斯汀娜·彼德森出战印尼羽毛球首要超級賽，在混双决赛以1比2（22-24、22-20、12-21）不敌赛会3号种子、中国的张楠/赵芸蕾，赢得亚军。同年8月，他參加中國廣州舉行的世界羽毛球錦標賽，與克里斯汀娜·彼德森以4號種子身分出戰混合雙打項目。他們首圈輪空，第二圈即以2比0輕取烏克蘭組合晉級；但在第三圈就以1比2（21-17、21-23、18-21）不敵韓國的申白喆/嚴惠媛，16強止步。同年9月，他与克里斯汀娜·彼德森出战日本羽毛球超級賽，在混双準决赛以0比2（17-21、21-23）不敌赛会头号种子、中国的徐晨/马晋。同年10月，他与克里斯汀娜·彼德森出战丹麥羽毛球首要超級賽，在混双準决赛以0比2（18-21、15-21）不敌赛会头号种子、中国的张楠/赵芸蕾。同年11月，他与克里斯汀娜·彼德森出战中國羽毛球首要超級賽，在混双决赛以1比2（10-21、21-5、17-21）不敌赛会2号种子、印尼强档的通托维·艾哈迈德/利利亚纳·纳西尔，赢得亚军。同年12月，他与克里斯汀娜·彼德森出战世界羽聯超級系列賽總決賽，在小组赛阶段分别击败了中国的徐晨/马晋、泰国的戍革·普拉帕卡莫/莎拉丽·桑松卡姆以及印尼的通托维·艾哈迈德/利利亚纳·纳西尔，以小组头名出线；在準決賽因对手退赛；决赛中，激战三局以2比1（12-21、21-19、21-10）击败了中国的张楠/赵芸蕾，成功地卫冕该项目的冠军。同期12月，他与克里斯汀娜·彼德森出战哥本哈根羽毛球大師賽，在混双决赛以2比1（21-18、19-21、21-18）击败了队友的馬德斯·皮勒爾·科爾丁/卡米拉·呂特·尤爾，成功卫冕混双冠军。

### 2014年 世锦赛夺铜、印度赛及欧锦赛夺冠
2014年1月，约金·费舍尔·尼尔森与克里斯汀娜·彼德森出战馬來西亞羽毛球首要超級賽，在混双决赛以1比2（11-21、21-17、13-21）不敌赛会4号种子、中国的徐晨/马晋，赢得亚军。同年4月，他与克里斯汀娜·彼德森出战印度羽毛球超級賽，在混双决赛以2比1（21-16、18-21、21-18）击败了赛会4号种子、韩国强档的高成炫/金荷娜，赢得超級賽冠军。同期4月，他参加俄羅斯喀山举办的歐洲羽毛球錦標賽，在混双决赛以2比1（22-24、21-13、21-18）击败了队友的马德斯·皮勒尔·科尔丁/卡米拉·吕特·尤尔，夺得其首个欧锦赛混双冠军。同年6月，他与克里斯汀娜·彼德森出战印尼羽毛球首要超級賽，在混双决赛以2比1（18-21、21-16、21-14）击败了赛会3号种子、中国的徐晨/马晋，赢得首要超級賽冠军。同年8月，他參加丹麥巴勒魯普自治市舉行的世界羽毛球錦標賽，他和克里斯汀娜·彼德森出戰混合双打項目。他與克里斯汀娜·彼德森以3號種子身分出戰，故在首圈輪空；次圈以2比0（21-13、21-19）轻取荷蘭的雅高·阿伦斯 /塞莱娜·皮克。在第三圈，激战三局以2-0（21-15、21-5）横扫赛会16号种子泰国的玛尼蓬·宗集 /沙西丽·德拉达那猜。八强中，以2比1（21-12、20-22、21-18）力克印度尼西亚的普拉文·乔丹/戴比·苏珊托。準決賽中，以0比2（15-21、9-21）不敌赛会2号种子中国的徐晨/马晋，赢得混合双打铜牌。同年12月，他与克里斯汀娜·彼德森出战世界羽聯超級系列賽總決賽，在小组赛阶段分别击败了泰国的戍革·普拉帕卡莫/莎拉丽·桑松卡姆以及印尼的通托维·艾哈迈德/利利亚纳·纳西尔，仅输给了中国的刘成/包宜鑫，以小组第二出线；在準決賽，再次以0比2（13-21、12-21）不敌中国的刘成/包宜鑫，无缘再次实现卫冕。同期12月，他与克里斯汀娜·彼德森出战哥本哈根羽毛球大師賽，在混双决赛以2比1（21-18、14-21、21-13）击败了队友的卡斯腾·摩根森/卡米拉·吕特·尤尔，缔造了该赛事的三连冠丹麦组合。

### 2015年 日本赛夺冠及哥本大师赛三连霸
2015年1月，约金·费舍尔·尼尔森与克里斯汀娜·彼德森出战馬來西亞羽毛球大師賽，在混双决赛以2比0（21-18、21-18）击败了赛会2号种子、印尼强档的普拉文·乔丹/戴比·苏珊托，赢得黃金大獎賽冠军。同年2月，他代表丹麦参加比利時魯汶举办的歐洲羽毛球混合團體錦標賽，助丹麦队重夺混合團體冠军。同期2月，他与克里斯汀娜·彼德森出战德國羽毛球黃金大獎賽，在混双决赛以0比2（18-21、17-21）不敌赛会6号种子、队友的马德斯·皮勒尔·科尔丁/卡米拉·吕特·尤尔，赢得亚军。同年3月，他与克里斯汀娜·彼德森出战全英羽毛球首要超級賽，在混双準决赛以0比2（17-21、11-21）不敌赛会4号种子、世锦赛冠军的通托维·艾哈迈德/利利亚纳·纳西尔。同期3月，他与克里斯汀娜·彼德森出战印度羽毛球超級賽，在混双决赛以0比2（19-21、19-21）不敌赛会2号种子、中国的刘成/包宜鑫，赢得亚军。同年6月，他与克里斯汀娜·彼德森出战印尼羽毛球首要超級賽，在混双準决赛以0比2（15-21、19-21）不敌赛会2号种子、中国的徐晨/马晋。同年8月，他參加印尼雅加达舉行的世界羽毛球錦標賽，他和克里斯汀娜·彼德森出戰混合双打項目。他與克里斯汀娜·彼德森以5號種子身分出戰，故在首圈輪空；但在次圈以2比0（21-19、21-12）轻取新加坡的丹尼·巴瓦·克里斯南塔 /梁语嫣。在第三圈，激战三局以1-2（20-22、21-19、21-23）不敌赛会11號種子印度尼西亚二号混双的普拉文·乔丹 /戴比·苏珊托，16强止步。同年9月，他与克里斯汀娜·彼德森出战日本羽毛球超級賽，在混双决赛以2比1（17-21、21-18、23-21）击败了赛会头号种子、中国的张楠/赵芸蕾，赢得超級賽冠军。同年10月，他与克里斯汀娜·彼德森出战丹麥羽毛球首要超級賽，在混双準决赛以0比2（14-21、16-21）不敌赛会7号种子、韩国强档的高成炫/金荷娜。同年11月，他与克里斯汀娜·彼德森出战中國羽毛球首要超級賽，在混双决赛以1比2（19-21、21-17、19-21）不敌赛会头号种子、中国的张楠/赵芸蕾，赢得亚军。同年12月，他与克里斯汀娜·彼德森出战哥本哈根羽毛球大師賽，在混双决赛以2比0（21-19、21-18）击败了队友的约金·费舍尔·尼尔森/克里斯汀娜·彼德森，再次创造了新篇章三次赢得该项目混双冠军霸主。

### 2016年 欧锦赛卫冕、里约奥运落马及本土赛夺冠
2016年3月，约金·费舍尔·尼尔森与克里斯汀娜·彼德森出战全英羽毛球首要超級賽，在混双决赛以0比2（12-21、17-21）不敌赛会8号种子、印尼强档的普拉文·乔丹/戴比·苏珊托，赢得亚军。同年4月，他与克里斯汀娜·彼德森出战馬來西亞羽毛球首要超級賽，在混双準决赛以0比2（18-21、17-21）不敌赛会2号种子、世锦赛冠军的通托维·艾哈迈德/利利亚纳·纳西尔。同期4月，他代表丹麦参加法国永河畔拉罗什举办的歐洲羽毛球錦標賽，在混双决赛以2比1（19-21、21-13、21-17）击败了赛会8号种子、队友的尼克拉斯·诺尔/萨拉·蒂格森，成功地卫冕欧锦赛混双冠军。同年8月，他代表丹麦出戰巴西里約熱內盧舉行的奥林匹克运动会混合双打項目，他與克里斯汀娜·彼德森以混双4號種子身分出戰。在小組賽階段首战力克波兰的罗伯特·马特斯亚克/娜蒂斯达·希尔巴、其后二场都不敌来自英国的克里斯·爱德考克/加布里·爱德考克、中国的徐晨/马晋，使得难以出线。在赛前有羽坛界认为B组的分配格局看成是死亡之组，然而波兰组合在不被看好的情况下，给了各国带来了冲击。他與克里斯汀娜·彼德森的第二次奥运之旅就此结束了。同年10月，他与克里斯汀娜·彼德森出战法國羽毛球超級賽，在混双準决赛以0比2（18-21、19-21）不敌赛会头号种子、韩国强档的高成炫/金荷娜。

### 2017年-2018年 世锦赛因伤退赛
2017年1月，约金·费舍尔·尼尔森与克里斯汀娜·彼德森出战印度羽毛球黃金大獎賽，在混双準决赛以1比2（21-19、18-21、18-21）不敌赛会7号种子、印度的蘇密特·雷迪/阿什維尼·蓬納帕。同年8月，他參加苏格兰格拉斯哥舉行的世界羽毛球錦標賽，他和克里斯汀娜·彼德森出戰混合双打項目。他與克里斯汀娜·彼德森以6號種子身分出戰，故在首圈輪空；但在次圈以2比0（21-12、21-8）轻取德国的马克·拉姆斯富斯 /伊莎贝尔·赫特里克。在第三圈，在双方开局打成5-5的情况下，由于自身在比赛中脚突然受伤，倒在场地，以及经过医疗人员的商讨下。丹麦组合不得不选择弃赛，这么一来对手就此顺利晉級下一圈。
2018年6月，约金·费舍尔·尼尔森与弗雷德里克·科爾貝爾出战西班牙羽毛球國際賽，在男双决赛以2比1（21-23、21-19、21-15）击败了泰国强档的博丁·伊沙拉/玛尼蓬·宗集，赢得国际赛冠军。

## 主要比賽成績
只列出曾進入準決賽的國際賽事成績：
| 年份   | 賽事                     | 公開賽級別 | 項目     | 拍檔                | 成績   |
| ------ | ------------------------ | ---------- | -------- | ------------------- | ------ |
| 2004年 | 法國羽毛球公開賽         |            | 男子雙打 | 耶斯波·拉森         | 亞軍   |
| 2007年 | 馬來西亞羽毛球超級賽     | 超級賽     | 混合雙打 | 布莉塔·安德森       | 準決賽 |
| 2007年 | 俄羅斯羽毛球黃金大獎賽   | 黃金大獎賽 | 混合雙打 | 布莉塔·安德森       | 準決賽 |
| 2008年 | 中華台北羽毛球黃金大獎賽 | 黃金大獎賽 | 混合雙打 | 克里斯汀娜·彼德森   | 準決賽 |
| 2008年 | 碧特博格羽毛球大獎賽     | 大獎賽     | 混合雙打 | 克里斯汀娜·彼德森   | 亞軍   |
| 2008年 | 荷蘭羽毛球大獎賽         | 大獎賽     | 混合雙打 | 克里斯汀娜·彼德森   | 冠軍   |
| 2008年 | 丹麥羽毛球超級賽         | 超級賽     | 混合雙打 | 克里斯汀娜·彼德森   | 冠軍   |
| 2009年 | 馬來西亞羽毛球超級賽     | 超級賽     | 混合雙打 | 克里斯汀娜·彼德森   | 準決賽 |
| 2009年 | 印尼羽毛球超級賽         | 超級賽     | 混合雙打 | 克里斯汀娜·彼德森   | 準決賽 |
| 2009年 | 世界羽毛球錦標賽         | 其他       | 混合雙打 | 克里斯汀娜·彼德森   | 季軍   |
| 2009年 | 日本羽毛球超級賽         | 超級賽     | 混合雙打 | 克里斯汀娜·彼德森   | 亞軍   |
| 2009年 | 丹麥羽毛球超級賽         | 超級賽     | 混合雙打 | 克里斯汀娜·彼德森   | 冠軍   |
| 2009年 | 世界羽聯超級系列賽總決賽 | 超級賽     | 混合雙打 | 克里斯汀娜·彼德森   | 冠軍   |
| 2010年 | 日本羽毛球超級賽         | 超級賽     | 混合雙打 | 克里斯汀娜·彼德森   | 準決賽 |
| 2010年 | 香港羽毛球超級賽         | 超級賽     | 混合雙打 | 克里斯汀娜·彼德森   | 冠軍   |
| 2011年 | 馬來西亞羽毛球超級賽     | 超級賽     | 混合雙打 | 克里斯汀娜·彼德森   | 準決賽 |
| 2011年 | 瑞士羽毛球黃金大獎賽     | 黃金大獎賽 | 混合雙打 | 克里斯汀娜·彼德森   | 冠軍   |
| 2011年 | 蘇迪曼盃                 | 其他       | 混合團體 | －                  | 亞軍   |
| 2011年 | 中國羽毛球大師賽         | 超級賽     | 混合雙打 | 克里斯汀娜·彼德森   | 準決賽 |
| 2011年 | 日本羽毛球超級賽         | 超級賽     | 混合雙打 | 克里斯汀娜·彼德森   | 亞軍   |
| 2011年 | 丹麥羽毛球首要超級賽     | 首要超級賽 | 混合雙打 | 克里斯汀娜·彼德森   | 冠軍   |
| 2011年 | 法國羽毛球超級賽         | 超級賽     | 混合雙打 | 克里斯汀娜·彼德森   | 冠軍   |
| 2011年 | 香港羽毛球超級賽         | 超級賽     | 混合雙打 | 克里斯汀娜·彼德森   | 亞軍   |
| 2011年 | 中國羽毛球首要超級賽     | 首要超級賽 | 混合雙打 | 克里斯汀娜·彼德森   | 亞軍   |
| 2011年 | 世界羽聯超級系列賽總決賽 | 首要超級賽 | 混合雙打 | 克里斯汀娜·彼德森   | 準決賽 |
| 2012年 | 韓國羽毛球首要超級賽     | 首要超級賽 | 混合雙打 | 克里斯汀娜·彼德森   | 準決賽 |
| 2012年 | 泰國羽毛球黃金大獎賽     | 黃金大獎賽 | 混合雙打 | 克里斯汀娜·彼德森   | 準決賽 |
| 2012年 | 奧林匹克運動會羽毛球比賽 | 其他       | 混合雙打 | 克里斯汀娜·彼德森   | 銅牌   |
| 2012年 | 香港羽毛球超級賽         | 超級賽     | 混合雙打 | 克里斯汀娜·彼德森   | 準決賽 |
| 2012年 | 世界羽聯超級系列賽總決賽 | 首要超級賽 | 混合雙打 | 克里斯汀娜·彼德森   | 冠軍   |
| 2012年 | 哥本哈根羽毛球大師賽     | 其他       | 混合雙打 | 克里斯汀娜·彼德森   | 冠軍   |
| 2013年 | 韓國羽毛球首要超級賽     | 首要超級賽 | 混合雙打 | 克里斯汀娜·彼德森   | 準決賽 |
| 2013年 | 馬來西亞羽毛球超級賽     | 超級賽     | 混合雙打 | 克里斯汀娜·彼德森   | 冠軍   |
| 2013年 | 歐洲羽毛球混合團體錦標賽 | 其他       | 混合團體 | －                  | 亞軍   |
| 2013年 | 瑞士羽毛球黃金大獎賽     | 黃金大獎賽 | 混合雙打 | 克里斯汀娜·彼德森   | 冠軍   |
| 2013年 | 蘇迪曼盃                 | 其他       | 混合團體 | －                  | 準決賽 |
| 2013年 | 印尼羽毛球首要超級賽     | 首要超級賽 | 混合雙打 | 克里斯汀娜·彼德森   | 亞軍   |
| 2013年 | 日本羽毛球超級賽         | 超級賽     | 混合雙打 | 克里斯汀娜·彼德森   | 準決賽 |
| 2013年 | 丹麥羽毛球首要超級賽     | 首要超級賽 | 混合雙打 | 克里斯汀娜·彼德森   | 準決賽 |
| 2013年 | 中國羽毛球首要超級賽     | 首要超級賽 | 混合雙打 | 克里斯汀娜·彼德森   | 亞軍   |
| 2013年 | 世界羽聯超級系列賽總決賽 | 首要超級賽 | 混合雙打 | 克里斯汀娜·彼德森   | 冠軍   |
| 2013年 | 哥本哈根羽毛球大師賽     | 其他       | 混合雙打 | 克里斯汀娜·彼德森   | 冠軍   |
| 2014年 | 馬來西亞羽毛球首要超級賽 | 首要超級賽 | 混合雙打 | 克里斯汀娜·彼德森   | 亞軍   |
| 2014年 | 印度羽毛球超級賽         | 超級賽     | 混合雙打 | 克里斯汀娜·彼德森   | 冠軍   |
| 2014年 | 歐洲羽毛球錦標賽         | 其他       | 混合雙打 | 克里斯汀娜·彼德森   | 冠軍   |
| 2014年 | 印尼羽毛球首要超級賽     | 首要超級賽 | 混合雙打 | 克里斯汀娜·彼德森   | 冠軍   |
| 2014年 | 世界羽毛球錦標賽         | 其他       | 混合雙打 | 克里斯汀娜·彼德森   | 季軍   |
| 2014年 | 世界羽聯超級系列賽總決賽 | 首要超級賽 | 混合雙打 | 克里斯汀娜·彼德森   | 準決賽 |
| 2014年 | 哥本哈根羽毛球大師賽     | 其他       | 混合雙打 | 克里斯汀娜·彼德森   | 冠軍   |
| 2015年 | 馬來西亞羽毛球大師賽     | 黃金大獎賽 | 混合雙打 | 克里斯汀娜·彼德森   | 冠軍   |
| 2015年 | 歐洲羽毛球混合團體錦標賽 | 其他       | 混合團體 | －                  | 冠軍   |
| 2015年 | 德國羽毛球黃金大獎賽     | 黃金大獎賽 | 混合雙打 | 克里斯汀娜·彼德森   | 亞軍   |
| 2015年 | 全英羽毛球首要超級賽     | 首要超級賽 | 混合雙打 | 克里斯汀娜·彼德森   | 準決賽 |
| 2015年 | 印度羽毛球超級賽         | 超級賽     | 混合雙打 | 克里斯汀娜·彼德森   | 亞軍   |
| 2015年 | 印尼羽毛球首要超級賽     | 首要超級賽 | 混合雙打 | 克里斯汀娜·彼德森   | 準決賽 |
| 2015年 | 日本羽毛球超級賽         | 超級賽     | 混合雙打 | 克里斯汀娜·彼德森   | 冠軍   |
| 2015年 | 丹麥羽毛球首要超級賽     | 首要超級賽 | 混合雙打 | 克里斯汀娜·彼德森   | 準決賽 |
| 2015年 | 中國羽毛球首要超級賽     | 首要超級賽 | 混合雙打 | 克里斯汀娜·彼德森   | 亞軍   |
| 2015年 | 哥本哈根羽毛球大師賽     | 其他       | 混合雙打 | 克里斯汀娜·彼德森   | 冠軍   |
| 2016年 | 全英羽毛球首要超級賽     | 首要超級賽 | 混合雙打 | 克里斯汀娜·彼德森   | 亞軍   |
| 2016年 | 馬來西亞羽毛球首要超級賽 | 首要超級賽 | 混合雙打 | 克里斯汀娜·彼德森   | 準決賽 |
| 2016年 | 歐洲羽毛球錦標賽         | 其他       | 混合雙打 | 克里斯汀娜·彼德森   | 冠軍   |
| 2016年 | 丹麥羽毛球首要超級賽     | 首要超級賽 | 混合雙打 | 克里斯汀娜·彼德森   | 冠軍   |
| 2016年 | 法國羽毛球超級賽         | 超級賽     | 混合雙打 | 克里斯汀娜·彼德森   | 準決賽 |
| 2016年 | 世界羽聯超級系列賽總決賽 | 首要超級賽 | 混合雙打 | 克里斯汀娜·彼德森   | 準決賽 |
| 2017年 | 印度羽毛球黃金大獎賽     | 黃金大獎賽 | 混合雙打 | 克里斯汀娜·彼德森   | 準決賽 |
| 2017年 | 歐洲羽毛球混合團體錦標賽 | 其他       | 混合團體 | －                  | 冠軍   |
| 2017年 | 歐洲羽毛球錦標賽         | 其他       | 混合雙打 | 克里斯汀娜·彼德森   | 亞軍   |
| 2018年 | 西班牙羽毛球國際賽       | 國際挑戰賽 | 男子雙打 | 弗雷德里克·科爾貝爾 | 冠軍   |

| 2007-2017年 | 首要超級賽 | 超級賽 | 黃金大獎賽 | 大獎賽 | 國際挑戰賽 | 國際系列賽 | 未來系列賽 | 其他 |

| 2018-2026年 | 總決賽 | 超級1000賽 | 超級750賽 | 超級500賽 | 超級300賽 | 超級100賽 | 國際挑戰賽 | 國際系列賽 | 未來系列賽 | 其他 |

### 奧運會和世錦賽參賽紀錄
|          | 搭檔              | 2007 | 2008 | 2009 | 2010 | 2011 | 2012 | 2013 | 2014 | 2015 | 2016       | 2017 |
| -------- | ----------------- | ---- | ---- | ---- | ---- | ---- | ---- | ---- | ---- | ---- | ---------- | ---- |
| 混合雙打 | 布莉塔·安德森     | 64強 | －   | －   | －   | －   | －   | －   | －   | －   | －         | －   |
| 混合雙打 | 克里斯汀娜·彼德森 | －   | －   | 季軍 | 16強 | 8強  | 銅牌 | 16強 | 季軍 | 16強 | 小組第四名 | 16強 |

## 主要對賽紀錄
约金·费舍尔·尼尔森與主要對手的對賽成績如下（只列出對賽七次或以上對手，截至2018年7月19日）：
混雙 - 克里斯汀娜·彼德森
| \| 對手 \| 對賽次數 \| 對賽結果 \| 對賽結果 \| 總計 \| \| 對手 \| 對賽次數 \| 勝 \| 負 \| 總計 \| \| ------------------------------- \| -------- \| -------- \| -------- \| ---- \| \| 张楠 赵芸蕾 \| 19 \| 10 \| 9 \| +1 \| \| 徐晨 马晋 \| 16 \| 6 \| 10 \| -4 \| \| 普拉文·乔丹 戴比·苏珊托 \| 12 \| 6 \| 6 \| 0 \| \| 高成炫 金荷娜 \| 11 \| 7 \| 4 \| +3 \| \| 通托维·艾哈迈德 利利亚纳·纳西尔 \| 10 \| 6 \| 4 \| +2 \| \| 刘成 包宜鑫 \| 8 \| 2 \| 6 \| -4 \| \| 戍革·普拉帕卡莫 莎拉丽·桑松卡姆 \| 7 \| 7 \| 0 \| +7 \| \| 瓦利亚维蒂尔·迪柱 瓦拉·古塔 \| 7 \| 6 \| 1 \| +5 \| \| 克里斯·爱德考克 加布里·爱德考克 \| 7 \| 5 \| 2 \| +3 \| 1. 2. 3. 4. |          |          |          |      |
| 對手 | 對賽次數 | 對賽結果 | 對賽結果 | 總計 |
| 對手 | 對賽次數 | 勝       | 負       | 總計 |
| 张楠 赵芸蕾 | 19       | 10       | 9        | +1   |
| 徐晨 马晋 | 16       | 6        | 10       | -4   |
| 普拉文·乔丹 戴比·苏珊托 | 12       | 6        | 6        | 0    |
| 高成炫 金荷娜 | 11       | 7        | 4        | +3   |
| 通托维·艾哈迈德 利利亚纳·纳西尔 | 10       | 6        | 4        | +2   |
| 刘成 包宜鑫 | 8        | 2        | 6        | -4   |
| 戍革·普拉帕卡莫 莎拉丽·桑松卡姆 | 7        | 7        | 0        | +7   |
| 瓦利亚维蒂尔·迪柱 瓦拉·古塔 | 7        | 6        | 1        | +5   |
| 克里斯·爱德考克 加布里·爱德考克 | 7        | 5        | 2        | +3   |